# Collatio lustralis
Collatio lustralis je bil davek na trgovce v najširšem pomenu v Rimskem cesarstvu. Uvedel ga je Konstantin I. Veliki, čeprav je ta po poročanju Svetonija v Življenja dvanajstih cesarjev davek obstajal že med vladavino Kaligule. Veljal je tako za Zahodno kot Vzhodno cesarstvo. Prvotno so ga zbirali tako v zlatu kot v srebru, vendar šele v poznem 4. stoletju. Kot mnogi rimski davki se tudi ta ni pobiral letno, ampak (prvotno) vsaka štiri leta.
Veljal je za vse trgovce, dninarje, obrtnike in druge, ki so za svoje delo prejeli honorar, vključno s prostitutkami. Edina začetna izjema so bili zdravniki, učitelji in kmetje, ki so prodajali svoje pridelke.

## Zahodno cesarstvo
Davek se je nadaljeval na Zahodu v Ostrogotskem in Vizigotskem kraljestvu, ki je nasledilo Rimsko cesarstvo.

## Vzhodno rimsko cesarstvo
V vzhodnorimskem (Bizantinskem) cesarstvu je bil ta davek znan kot hrizargiron (grško χρυσάργυρον), imenovan tudi hrisargirum. Izraz izvira iz grških besed za zlato (χρυσός) in srebro (ἄργυρος), ki sta bili sprva obvezni obliki plačila.
Po zgodnjem bizantinskem piscu Zosimu je cesar Konstantin I. prvi uvedel ta davek, morda že leta 325. Obstajajo tudi namigi, da je davek obstajal med vladavino Aleksandra Severa (glej Historia Augusta). Cerkveni zgodovinar Evagrij pravi, da je Konstantin ugotovil, da je davek že uveljavljen v Vzhodnem cesarstvu in je razmišljal o njegovi odpravi.
V začetku 5. stoletja je bilo treba davek plačati vsaka štiri leta. Na nekaterih območjih so ga zbirali po indikcijskih letih, vsak mesec. Vsako mesto je izbralo posameznike, ki so pobirali davke skupnosti, ki so bili nato plačani v sacrae largitiones.
Libanij, Zosim in Evagrij navajajo primere težav, ki jih je povzročil ta davek, verjetno zato, ker so ga pobirali v enkratnem znesku vsaka štiri leta. Starši so bili prisiljeni prodati svoje otroke v suženjstvo ali prostitucijo, da bi plačali zahtevano dajatev.
Anastazij I. Dikor je leta 498 v celotnem Vzhodnem rimskem cesarstvu odpravil davek kot del svojih davčnih in monetarnih reform. Na italijanskem polotoku, ki so mu takrat vladali Ostrogoti, so davek obdržali še nekaj let, dokler jih ni osvojil Belizar. Po Jozue Stilitu so prebivalci mesta Edessa (sodobna Şanlıurfa), ki je bilo oproščeno davka v višini 140 funtov zlata vsaka 4 leta (2520 solidov letno), ob koncu davka praznovali s tednom praznovanj.
Cesar Anastazij je ta izgubljeni dohodek nadomestil tako, da je dohodke, zaslužene z določenih posestev, dal v poseben sklad.